# Krymská vlajka

Krymská vlajka
Poměr stran: 1:2

Krymská vlajka (rusky Флаг Крыма, ukrajinsky Прапор Криму, krymskou tatarštinou Qırım bayrağı) je po anexi Krymu v roce 2014 vlajkou Republiky Krym, jedné z (mezinárodně neuznaných) autonomních republik Ruské federace a zároveň vlajkou Autonomní republiky Krym, kterou si nárokuje Ukrajina. Vlajka se používá od roku 1992 a oficiálně byla přijata dne 21. dubna 1999.
Vlajkový list o poměru stran 1:2 je tvořen třemi pruhy, modrým, bílým a červeným, jež mají panslovanský význam. Modrý pruh je umístěn při horním okraji a zabírá 1/6 šířky vlajky. Bílý pruh je největší a zajímá 2/3 šířky vlajky. Červený pruh se nachází při dolním okraji a bere si 1/6 šířky vlajky. V případě, že je vlajka umístěna svisle, měl by být modrý pruh na levé straně, bílé pole ve středu a červený pruh na pravé straně.

## Historie

Vlajka se siluetou území Krymu
Poměr stran: 2:3

Po rozpadu Sovětského svazu bylo na Krymu užíváno separatisty několik variant vlajek. Nejčastějším návrhem byla bílá vlajka s modrou siluetou mapy Krymu, připomínající kyperskou vlajku. Oproti tomu mnozí členové Státní rady republiky Krym podporovali verzi bílé vlajky se sedmi pruhy v barvě duhy v její horní části. Krym vyhlásil samosprávu 5. května 1992, ale nevybral žádnou oficiální vlajku.
Dne 5. června 1992 bylo předloženo krymskému parlamentu pět návrhů:
1. Modro-bílo-modrá trikolóra se širokým bílým pruhem a úzkými modrými pruhy v horním a dolním okraji vlajky
2. Bílá vlajka se sedmi pruhy v barvě duhy v horní části vlajky
3. Bílo-světle modrá bikolóra s vodorovnými pruhy
4. Žluto-zeleno-modrá trikolóra se stejně širokým červeným svislým pruhem u žerdi
5. Současné modro-bílo-červené provedení se znakem ve středu vlajky

Návrh číslo 1 Poměr stran: 1:2
Návrh číslo 2 Poměr stran: 1:2
Návrh číslo 3 Poměr stran: 1:2
Návrh číslo 4 Poměr stran: 1:2

Návrh číslo 5, navržený V. Trusovem a A. Malginem, byl nakonec vybrán vlajkou Krymu. Bylo doporučeno, aby se znak vytvořený G. Jefetovem a V. Jagunovem, na vlajce také objevil. Konečný design vlajky byl předložen při druhém zasedání Nejvyšší rady Krymu 24. září 1992. Vlajka byla oficiálně přijata dne 21. dubna 1999.

## Etnické vlajky krymských Tatarů

Vlajka krymských Tatarů
Poměr stran: 2:3

Krymští Tataři užívají svou vlastní, tradiční vlajku. Světle modrá vlajka se zlatým damğa, známým jako Qırımtatar bayrağı nebo též Kök Bayra (modrá standarta) byla užívána jako národní a státní vlajka, zelená vlajka byla užívána pro náboženské účely a červeně zbarvená vlajka jako tatarská válečná vlajka. Zlatě zbarvená damğa byla umístěna v horním žerďovém rohu, někdy i ve středu vlajky.
V současné době se užívá pouze světle modrá vlajka, která je nyní etnickou vlajkou krymských Tatarů.
Náboženská vlajka krymských Tatarů byla zelené barvy se zlatým damğa v jejím horním žerďovém rohu. Vlajku užívala republika Krym v letech 1917–1918, oficiálně byla přijata v listopadu 1917 a později zrušena v lednu 1918.

Vojenská vlajka krymských Tatrů (1917—1918) Poměr stran: 2:3
Náboženská vlajka krymských Tatarů (1917—1918) Poměr stran: 2:3
Krymskotatarská národní damğa

## Historické vlajky

### Krymská lidová republika

Vlajka Krymské lidové republiky (1917–1918)
Poměr stran: 2:3

Na konci roku 1917 deklarovali krymští Tataři nezávislost Krymské lidové republiky na Ruské říši. Užívána byla vlajka v podobě světle modré a zlaté trikolóry se zlatým pruhem ve středu. Nezávislost krymských Tatarů měla jen krátkého trvání, protože Rusko převzalo kontrolu nad Krymem na začátku roku 1918, následně vlajka pozbyla svou platnost.

### Krymská regionální vláda

Vlajka Krymské regionální vlády (1918)
Poměr stran: 2:3

Krátkotrvající Krymská regionální vláda (rusky Крымское краевое правительство) vedena generálem Matvějem Aljeksandrovičem Sulkjevičem, jenž byl původem litevským Tatarem, existovala během německé okupace Krymu (od 25. června do 15. listopadu 1918), v němž krymská vláda vyhlásila samosprávu.
Sulkjevičova vláda přijala vlajku, která měla být kompromisem mezi krymskými Tatary a Rusy. Jednalo se o tradiční krymskotatarský, modře zbarvený prapor, ale se znakem Ruské říše (Tavrické gubernie) místo krymskotatarské damğy.

### Sovětský svaz
18. října 1921 byla založena Krymská ASSR jako součást Ruské SFSR. V této souvislosti byla přijata nová vlajka. Ta měla rudě červenou barvu se zlatými písmeny v azbuce (КрССР) a arabském písmu (ق س ش ج). Později byl ale nápis na vlajce změněn tak, aby obsahoval nápisy КрАССР a QrMSŞÇ v jednotné turkické abecedě z roku 1929, což mělo za cíl poukázat na fakt, že Krym je autonomní sovětskou socialistickou republikou.
Vlajka byla přesto znovu pozměněna v roce 1938 a nesla nápis v azbuce РСФСР nahoře (za ruskou SFSR) a КрАССР pod ním. Poté, co byl Krym 30. června 1945 přetransformován na Krymskou oblast, byla jeho vlajka zrušena.

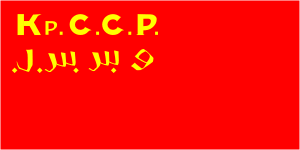
Vlajka Krymské ASSR (1921–1929) Poměr stran: 1:2
Vlajka Krymské ASSR (1929–1938) Poměr stran: 1:2
Vlajka Krymské ASSR (1938–1945) Poměr stran: 1:2